# Лев II (герб)
Лев II (Крупський — пол. Krupski, Borzyszkowski II Chadyn-Borzyszkowski, Szadaj-Borzyszkowski, Lew odmienny) — польський, український, білоруський родовий герб, використовуваний декількома шляхетськими родами Великого князівства Литовського, Речі Посполитої.
Використовувався Крупськими (Krupski), Курбськими (Kurbski, Kurpski), Лев (Lew), Липка (Lipka), Норейко (Norejko, Noreyko), Кашубський (пол. Kaszuby) та іншими. Герб «Лев II» є варіантом гербу «Лев».

## Опис
Опис гербу — використання принципів блазонування, запропонованого Альфредом Знамеровським (пол. Alfred Znamierowski): У червонім полі невтримний лев із золота. У клейноді над шоломом в короні три пера страуса. І обабіч щита лаври червоні прикрашені золотом.
ВидозміниЗгадані у Хжанського (пол. Chrząński) в Таблицях відмін (пол. Tablica odmian), як герб Крупських (пол. herb Krupskich). Без кольору, цитує його Еміліан Шеліга-Жерницький (пол. Emilian Szeliga-Żernicki), як герб «Шада» і «Шадин-Божишковських з Кашуби» (пол. Szada- та пол. Chadyn-Borzyszkowskich z Kaszub). Інші гілки родини використовували герб «Божишковські», «Божишковські III», «Лодзя» (пол. Borzyszkowski, Borzyszkowski III, Łodzia) могли використовувати також і герб «Сас».

## Використовують
- Тадеуш Гайл (Tadeusz Gajl) указує в списку цього гербу родини: Крупські (Krupski), Виск (Wysk), Зарембенські (Zarembieński). Виск — це одне з прізвиськ Божишковських (Borzyszkowski), але Пшемислав Прагерт (Przemysław Pragert) стверджує, що носила його сім'я, котра використовувала герб «Божишковські» (Borzyszkowski).

- Родини Кашубських (Borzyszkowski): У цій сім'ї використовувати псевдоніми «Хадин» або «Шадай» (Chadyn albo Szadaj). Ще використовували — Помеські (Pomojski, Pomyjski, Pomeske, Pomyski).

## Галерея

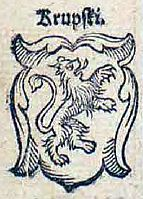
герб Крупських (пол. herb Krupski) 1551 р. (опублікований 1597 р.)
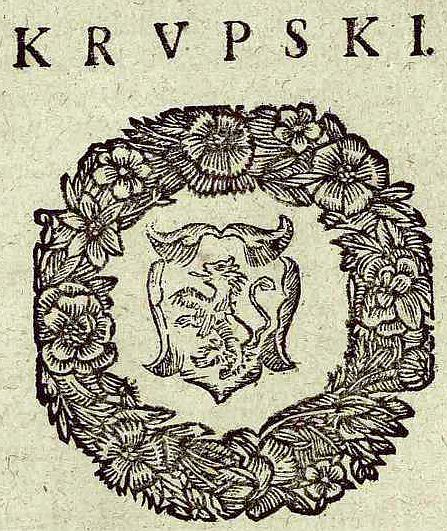
герб Крупських (пол. herb Krupski) 1641 р.
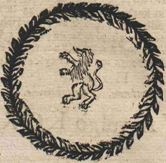
герб Крупських (пол. herb Krupskich) 1696 р.
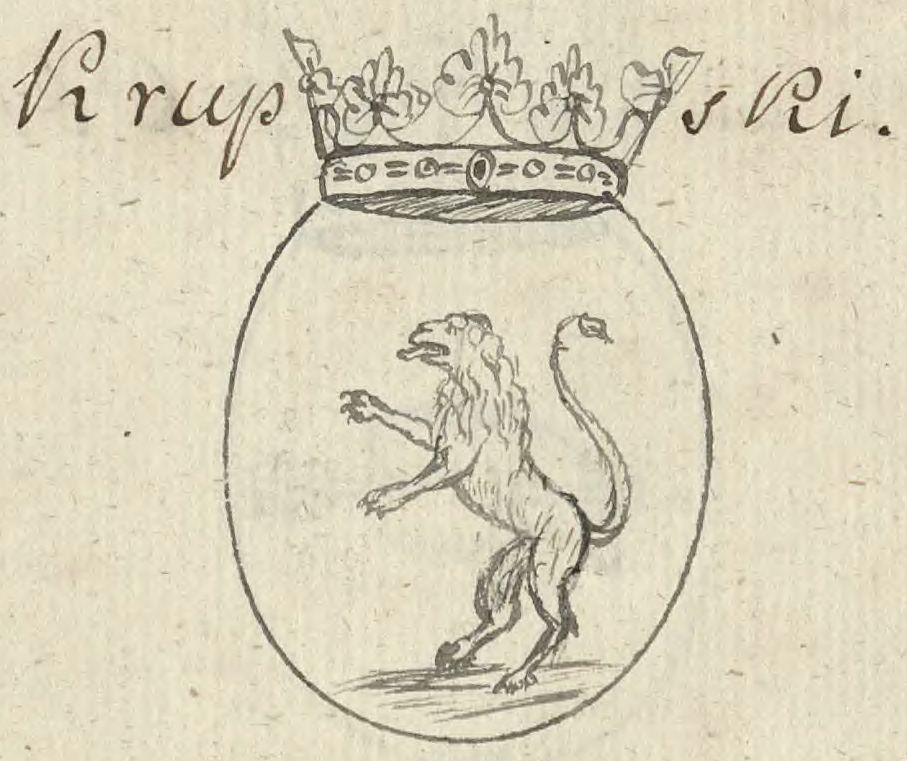
герб «Крупський» (пол. herb Krupski) 1789 р.